# Qianlong-kejsaren
Qianlong-kejsaren (kinesiska: 乾隆帝; Qiánlóngdì, i äldre texter Ch'ien-lung eller Chien-long), egentligt namn Hongli, född 25 september 1711, död 7 februari 1799, var den fjärde av manchuernas kejsare som regerade över Kina under Qingdynastin. Han var sin företrädare Yongzheng-kejsarens fjärde son. Officiellt regerade han från 8 oktober 1735 till 9 februari 1796, då han abdikerade till förmån för sin son, Jiaqing-kejsaren.

## Tidiga år
Qianlong-kejsaren föddes som Yongzheng-kejsarens fjärde son och fick namnet Hongli. Han fick en gedigen utbildning i kinesisk filosofi och litteratur och i de manchuiska, kinesiska och mongoliska språken. Han hade ett gott förhållande till sin far och farfar Kangxi och betraktades av många som kejsarens favoritson. 1733 fick blev han upphöjd till Prins Bao. När Yongzheng-kejsaren avled 1735 öppnades hans hemliga testamente, där Hongli utsågs till tronföljare. Han besteg tronen den 18 oktober samma år och tog regeringstiteln Qianlong och hädanefter blev hans personnamn Hongli belagt med tabu.

## Militärkampanjer
Under Qianlongs regering nådde riket och dynastin sin högsta blomstring och kejsaren genomförde inte mindre än tio större militära kampanjer under sin regeringstid. I två kampanjer mot de östmongoliska dzungarerna åren 1755 och 1756–1757 och en kampanj mot furstarna i Khotan, Yarkant och Kashgar 1757–1759 införlivades det område som idag är Xinjiang med Qingimperiet. I Jinchuan i västra Sichuan genomförde två kostsamma kampanjer mot lokala tibetanska stammar.
1769 besegrades Burma efter ett mångårigt krig och blev tributpliktigt, 1787-89 gick det på samma sätt för Annam. 1787-92 fördes ett krig med Nepal med samma resultat.

## Inrikespolitik
Rikets gamla indelning i 13 provinser ändrades till den ännu bestående i 18
provinser.
Mellan åren 1751 och 1785 företog kejsaren sex påkostade officiella rundresor till Jiangnan, d.v.s. området kring Yangtze-deltat, för att stärka kejsarmaktens anseende i denna viktiga region.
Qianlong är känd för byggandet och utvidgningen av det som blev känt som Sommarpalatset nordväst om Peking. Arbetena varade fram till 1751. Fram till 1764 hade han använt en summa på sammanlagt 4,8 miljoner tael silver. Sommarpalatset blev hans gåva till sin mor på hennes sextioårsdag.

## Utrikespolitik
Genom en beskickning under lord Macartney försökte engelsmännen att få sina handelsförbindelser med Kina utvidgade (1793). Det svenska ostindiska kompaniet, som 1732
öppnat direkt förbindelse med Kina, utvecklade en livlig och vinstgivande verksamhet. I slutet av
1700-talet torde den svenska exporten från Kina ha varit en av de mest betydande. År 1786 kom för första gången en kines till Sverige – en affärsman som följde med ett av Ostindiska kompaniets fartyg.
Kejsaren lär även ha sökt utveckla fredliga förbindelser österut genom att sända en diplomatisk delegation med olika experter om 36 familjer till Okinawa 1756–1762. Mest bekant är den trolige militärattachén Kūsankū, som fick avgörande inflytande på utvecklingen av stridskonsten Naha-te.

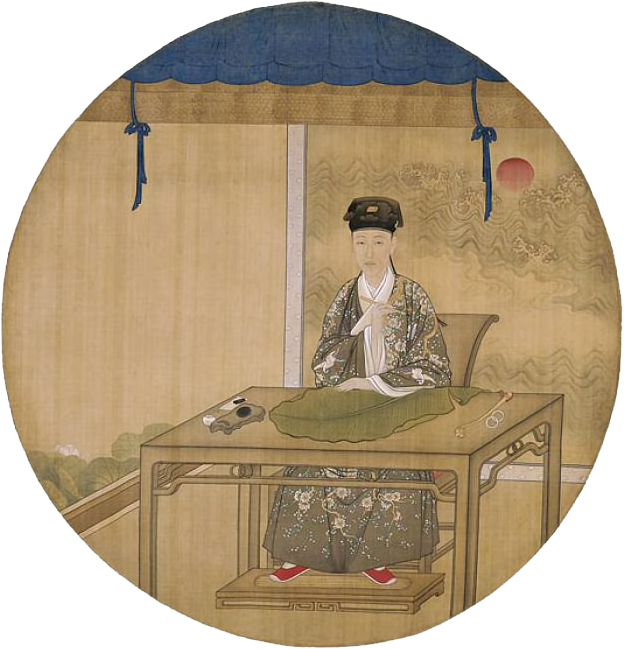
Bild av Qianlong-kejsaren utövande kalligrafi

Även om han var en sträng anhängare och befrämjare av den inhemska religionen var Qianlong inte ovänligt sinnad till utlandet. Han var också personligen en gynnare av de europeiska jesuiterna. De kunde återigen öppna sina tidigare nedstängda ateljéer i palatset och fick till och med i uppdrag att smycka Qianlongs sommarresidens Yuanmingyuan i italiensk renässansstil och anlägga vattenkonsterna där. Kejsaren lät sig dessutom porträtteras av jesuiterna med hela sig familj.
Flera europeiska delegationer blev välvilligt mottagna, och Qianlong besjöng själv en av deras gåvor till honom – ett vattenur. Han var nämligen en mycket produktiv diktare, och hovmannen Voltaire hyllade i honom som sådan i en poetiskt epistel.

## De sista åren
Efter 1775 lyckades den kejserlige livvakten Heshen tillskansa sig kejsarens förtroende och som kejserlig gunstling fick ett allt större inflytande över kejsaren under hans sista år vid makten.
Qianlong avsade sig regeringen 1795 för att inte regera längre än farfadern, Kangxi. Han behöll i realiteten ett fast grep om makten helt till sin död i 1799. De många krigen hade bragt rikets finanser i oordning och gjort nya skatter nödvändiga.